# Durian Durian
Pour les articles homonymes, voir Durian (homonymie).
Pour plus de détails, voir Fiche technique et Distribution.
Durian Durian est un film hongkongais réalisé par Fruit Chan, sorti le 16 novembre 2000.

## Synopsis
Yan est une jeune chinoise originaire du nord du pays. Elle décide de passer 3 mois (le temps que son visa expire) à Hong Kong. Désireuse de réussir, et voulant gagner le maximum d'argent en un minimum de temps, elle se prostitue, parfois toute la journée. Mais elle garde toujours, dans un coin de la tête, l'espoir secret de retourner un jour chez elle pour y réussir.

## Fiche technique
- Titre : Durian Durian
- Titre original : Liulian piao piao (榴槤飄飄)
- Réalisation : Fruit Chan
- Scénario : Fruit Chan, Chan Wai-Keung et Sheng Zhi Min
- Production : Carrie Wong, Jean-Pierre Dionnet, Vincent Maraval et Alain de la Mata
- Musique : Chu Hing-Cheung et Lam Wah-Chuen
- Photographie : Lam Wah-Chuen
- Montage : Tin Sam-Fat
- Pays d'origine : Hong Kong
- Format : Couleurs - 1,85:1 - Dolby Digital - 35 mm
- Genre : Drame
- Durée : 116 minutes
- Date de sortie : 16 novembre 2000 (Hong Kong)

## Distribution
- Qin Hai-Lu : Qin Yan
- Mak Wai-Fan : Fan
- Biao Xiao-Ming : Xiao Ming
- Yung Wai-Yiu : Pimp

## Autour du film
- Jean-Pierre Dionnet, bien connu des cinéphiles français, a travaillé en tant que producteur exécutif sur le film, pour le compte de StudioCanal. C'était la première fois qu'il endossait ce rôle, et ne l'a reproduit qu'en 2001 pour Le Petit Poucet et 2002 pour La Vie promise.

## Récompenses
- Nomination pour le meilleur film, lors de la Mostra de Venise 2000.
- Prix de la meilleure actrice (Qin Hai-Lu) et du meilleur scénario, lors des Golden Bauhinia Awards 2001.
- Prix de la meilleure actrice (Qin Hai-Lu), meilleur débutant (Qin Hai-Lu), meilleur film et meilleur scénario original, lors des Golden Horses Awards 2001.
- Nominations pour la meilleure actrice (Qin Hai-Lu), meilleure direction artistique, meilleur réalisateur et meilleur film, lors des Hong Kong Film Awards 2001.
- Prix du meilleur débutant (Qin Hai-Lu) et du meilleur scénario, lors des Hong Kong Film Awards 2001.
- Prix de la meilleure actrice (Qin Hai-Lu) et du meilleur film, lors des Hong Kong Film Critics Society Awards 2001.